# ميشيل أليكساندر
ميشيل أليكساندر (بالفرنسية: Michel Alexandre)‏ هو متسابق يخت فرنسي، ولد في 20 يونيو 1946.

## وصلات خارجية
- ميشيل أليكساندر على موقع أوليمبيديا (الإنجليزية)